# Чарыев, Гельди Оразович
Гельди Оразович Чарыев (1 декабря 1910 — 1982) — советский туркменский философ, доктор философских наук, профессор, президент Академии наук Туркменской ССР.

## Биография
Родился 1 декабря 1910 года. В 1935 году окончил философский факультет Московского государственного университета, после чего работал преподавателем. В 1949 году получил учёное звание профессора. В 1950 году вступил в Коммунистическую партию Советского Союза.
В 1951 году избран действительным членом Академии наук Туркменской ССР (сейчас Академия наук Туркменистана). В 1953—1957 годах являлся председателем Отделения общественных наук АН Туркменской ССР, в 1954—1956 годах — академиком-секретарём АН Туркменской ССР, в 1956—1959 годах — президентом АН Туркменской ССР.
Умер в 1982 году.

## Научная деятельность
Область интересов — история общественной и философской мысли Туркменистана в XVIII—XIX веках, классическая немецкая философия, эстетика, философские вопросы медицины.